# Vilar de Lomba e São Jomil
Vilar de Lomba e São Jomil (oficialmente: União das Freguesias de Vilar de Lomba e São Jomil) é uma freguesia portuguesa do município de Vinhais, com 29,48 km² de área e 207 habitantes (censo de 2021). A sua densidade populacional é 7 hab./km².

## História
Foi criada aquando da reorganização administrativa de 2012/2013, resultando da agregação das antigas freguesias de Vilar de Lomba e São Jomil.

## Demografia
A população registada nos censos foi:
| Distribuição da População por Grupos Etários | Distribuição da População por Grupos Etários | Distribuição da População por Grupos Etários | Distribuição da População por Grupos Etários | Distribuição da População por Grupos Etários | Distribuição da População por Grupos Etários |
| -------------------------------------------- | -------------------------------------------- | -------------------------------------------- | -------------------------------------------- | -------------------------------------------- | -------------------------------------------- |
| Antes da agregação                           |                                              |                                              |                                              |                                              |                                              |
| Ano                                          | 0-14 anos                                    | 15-24 anos                                   | 25-64 anos                                   | >= 65 anos                                   | Total                                        |
| 2001                                         | 36                                           | 24                                           | 120                                          | 87                                           | 267                                          |
| 2011                                         | 25                                           | 24                                           | 107                                          | 81                                           | 237                                          |
| Após a agregação                             |                                              |                                              |                                              |                                              |                                              |
| Ano                                          | 0-14 anos                                    | 15-24 anos                                   | 25-64 anos                                   | >= 65 anos                                   | Total                                        |
| 2021                                         | 11                                           | 20                                           | 93                                           | 83                                           | 207                                          |